# Matthew McDonough
Matthew McDonough (Rockford, Illinois, 12. ožujka 1969.) američki je bubnjar, najpoznatiji kao član heavy metal-sastava Mudvayne, koji je osnovao 1996. te se pojavio se na svim albumima tog sastava. Također bio je član sastava Audiotopsy.

## Životopis

### Rani život
McDonough rođen je 12. ožujka 1969. u Rockfordu, Illinois. Prisustvovao je srednjog školi Rockford East High School i bio je član Phantom Regiment Drum and Bugle Corpsa. Prvotno je bio član sastava On the Shoulders of Giants i Daed Kcis. Također je živio u Washingtonu, Illinois gdje je pohađao srednju školu Washington Community High School.

### Karijera u Mudvayneu
McDonough je bio jedan od osnivača sastava Mudvayne. Sastav se raspao 2010., ali je ponovno osnovan 2021.

### Audiotopsy
Godine 2015. McDonough je osnovao sastav Audiotopsy s bivšim pjevačem Skrapea Billyjem Keetonom, gitaristom Mudvaynea Gregom Tribbettom i basistom Perryjon Sternom. Objavili su svoj debitanski album Natural Causes 2015. Godine 2021. napustio je sastav s Gregom Tribbettom te se vratio Mudvayneu.

### Ostalo projekti
Godine 2008. McDonough je objavio svoj prvi samostalni album Frequency Response pod imenom "MjDawn" sa svojim rođakom Davidom W. McDonoughom. 

## Diskografija
Mudvayne
- Kill, I Oughtta (1997.)
- L.D. 50 (2000.)
- The End of All Things to Come (2002.)
- Lost and Found (2005.)
- The New Game (2008.)
- Mudvayne (2009.)

Audiotopsy
- Natural Causes (2015.)
- The Real Now (2018.)